# Муслимов, Аннас Поясович
Муслимов, Аннас Поясович (род. 4 сентября 1936, Фрунзе (Бишкек), Киргизская ССР) — советский учёный в области оборонной промышленности, доктор технических наук, профессор, академик ИАКР, заслуженный деятель науки Кыргызской Республики (2006), кавалер ордена «Данк» Кыргызской Республики.
Создатель уникального изобретения в области оборонной промышленности, в частности метода отбора «золотых» боеприпасов, аналогов которых не существует в мире.

## Биография
Отец — Фаес Муслимов, 1860 года рождения; мать — Зубанида Муслимова, 1896 года рождения. В период Великой Отечественной войны школьником собрал металлолом на целый танк для фронта. В 1944—1947 годах учился в школе № 24 города Фрунзе, затем с 1947 по 1954-й — в школе № 7 города Намангана, Узбекская ССР. В 1954 году, сказав родным, что едет на учёбу в Ташкент, отправился в Ленинград и поступил на механико-машиностроительный факультет Ленинградского политехнического института имени Калинина.
Закончив институт с отличием в 1960 году, уехал в Ташкент, где работал инженером-конструктором на завод «Ташсельмаш» до 1962 года.
В 1962 году поступил в аспирантуру Московского станкостроительного института. Там по рекомендации был отобран борт-инженером в отряд космонавтов, однако был комиссован по состоянию здоровья.
В 1966 году получил учёную степень кандидата технических наук по теме «Автоматизация машиностроения». С 1966 года работал во Фрунзенском политехническом институте (ныне Кыргызский технический университет). В 1969 году открыл там кафедру автоматизация машиностроения и возглавлял её по 1999 год.
В 1989 году получил степень доктора технических наук в Ленинградском военно-механическом институте. С 1990 года — профессор.
Автор более 400 научных статей и трудов, более 60 патентов на изобретения, 12 научно-образовательных книг для студентов и аспирантов на разных языках, 7 монографий. Подготовил 24 кандидата технических наук и 13 докторов технических наук, более 5000 инженеров в области автоматизации машиностроения в Киргизской ССР и Кыргызской Республике.

## Работы и награды
- Почётная грамота Российской Федерации (за значительные заслуги в области науки, 12 октября 2023 года).
- 30 августа 2023 года указом Президента Кыргызской Республики С. Н. Жапарова за заслуги перед Отечеством награждён орденом Данк[1].
- Почётная грамота Жогорку Кенеш, парламента Кыргызской Республики (2023).
- Указом Президента Кыргызской Республики К. С. Бакиева удостоен звания Заслуженный деятель науки (2006).
- Указом Президента Кыргызской Республики А. А. Акаева награждён почётной грамотой Кыргызской Республики (1998).
- Медаль Ветерана труда (от Президиума Верховного Совета СССР, 7 июля 1988 года).
- Отличник Народного образования СССР.
- Почётная грамота за достижения в науке МВИСО СССР и МОН КР.

## Достижения в спорте
Чемпион Ленинграда и бронзовый обладатель медали Чемпионата СССР среди студентов по спортивной гимнастике. Мастер спорта СССР.

## Наиболее значимые труды
- Муслимов А. П. «О возможности прогнозирования качества изделий по его динамическим характеристикам»/ВОТ, серия 13, вып. 4. Москва, 1988 г.
- Муслимов А. П. «Теоретические основы, методы автоматического контроля, управления качеством продукции и разработка комплекса приборов» Изд. Оборонгиз. Москва, 1990 г.
- Муслимов А. П. Устройство контроля дисбаланса роторов. А.с. № 938037, Москва. 1982.
- Muslimov. A. Das Zweikreissxsten der adaptiven Steurung der hydrostaishen Trager. Simens Technik Report № 4, 1999, Berlin.
- Muslimov A., Glazunov A. Regelung hydrostratisher Elemente erhoht die Genavigkeit von Machinen. Mashinent Das Industrie Magazin № 36, 1999, Hamburg.
- ОСНОВЫ ТЕОРИИ, МЕТОДЫ И УСТРОЙСТВА АВТОМАТИЧЕСКОГО КОНТРОЛЯ КАЧЕСТВА ТЕХНОЛОГИЧЕСКОГО ПРОЦЕССА
- основы теорииметодов и устройств автоматического контролякачества изделий с малыми массами и габаритами типа тел вращения
- РАЗРАБОТКА ВЫСОКОЭФФЕКТИВНОЙ АВТОМАТИЧЕСКОЙ СИСТЕМЫ ТОРМОЗНЫХ УСТРОЙСТВ АВТОМОБИЛЯ
- Автоматическое управление технологическими процессами в машиностроении

## Семья
- Жена — Муслимова Зухрахан Акбаровна, 1947 г.р.
- Три сына — Азиз, Равшан, Бахадур.
- Сестра Зульфия Исраилова, узбекская советская поэтесса. Народная поэтесса Узбекской ССР (1965). Герой Социалистического Труда (1984).
- Сестра Кифаят Муслимова, Народная артистка Узбекской ССР.